# Colquechaca
Colquechaca ist eine Ortschaft im Departamento Potosí im südamerikanischen Andenstaat Bolivien.

## Lage im Nahraum
Colquechaca ist zentraler Ort des Municipio Colquechaca und Hauptstadt der Provinz Chayanta. Die Ortschaft liegt auf einer Höhe von 4167 m auf halbem Weg zwischen der Hauptstadt Sucre und dem Poopó-See.

## Geographie
Colquechaca liegt im zentralen westlichen Abschnitt der bolivianischen Cordillera Central, die sich als Teil der östlichen Anden-Kette zwischen dem Altiplano im Westen und dem bolivianischen Tiefland im Osten erstreckt. Das Klima der Region ist ein typisches Tageszeitenklima, bei dem die mittleren Temperaturen im Tagesverlauf stärker schwanken als im Jahresverlauf.
Die Jahresdurchschnittstemperatur im langjährigen Mittel liegt bei etwa 4 °C (siehe Klimadiagramm Colquechaca), die Monatswerte bewegen sich zwischen 0 °C im Juni/Juli und 6 °C von November bis Januar. Die jährliche Niederschlagsmenge beträgt 460 mm, von Mai bis August herrscht eine Trockenzeit von monatlich weniger als 5 mm Niederschlag, während die Niederschlagshöhe im Januar und Februar etwa 100 mm erreicht.

## Wirtschaft und Geschichte
Colquechaca ist eine Bergbaustadt. Schon zu Kolonialzeiten wurde in der damaligen Siedlung „Aullagas“, die etwa 2 Kilometer nördlich von Colquechaca liegt, Bergbau betrieben. Diese Siedlung wurde später verlassen und ist heute eine Geisterstadt. Dieselben Erzgänge wie von Aullagas werden heute von Colquechaca aus abgebaut, diese enthalten Silber, Zinn, Zink und Bismut.

## Bevölkerung
Die Einwohnerzahl des Ortes ist in den zwei Jahrzehnten von 1992 bis 2012 auf fast das Doppelte angestiegen:
| Jahr | Einwohner | Quelle       |
| ---- | --------- | ------------ |
| 1992 | 2234      | Volkszählung |
| 2001 | 1816      | Volkszählung |
| 2012 | 4272      | Volkszählung |
| 2024 |           | Volkszählung |

## Verkehrsnetz
Colquechaca liegt in einer Entfernung von 171 Straßenkilometern nördlich von Potosí, der Hauptstadt des Departamentos.
Von Potosí aus führt die Nationalstraße Ruta 1 in nordwestlicher Richtung bis Cruce Culta (früher: Ventilla) und weiter über Oruro Richtung La Paz und den Titicacasee. In Cruce Culta zweigt eine unbefestigte Landstraße nach Norden ab und erreicht nach 38 Kilometern die Ruta 6, zwei Kilometer nördlich der Ortschaft Macha. Von Macha aus führt eine unbefestigte Landstraße nach Nordosten den Río Jachcha Kallpa aufwärts, überquert den Fluss nach acht Kilometern, und erreicht nach insgesamt zwanzig Kilometern das 600 Meter höher gelegene Colquechaca.